# Tansanische Volleyballnationalmannschaft der Männer
Die tansanische Volleyballnationalmannschaft der Männer ist die Auswahl tansanischer Volleyballspieler, welche die Tanzania Volleyball Association auf internationaler Ebene, beispielsweise in Freundschaftsspielen gegen die Auswahlmannschaften anderer nationaler Verbände, aber auch bei internationalen Wettbewerben repräsentiert. 1984 trat der nationale Verband dem Weltverband Fédération Internationale de Volleyball (FIVB) bei. Im Oktober 2021 wurde die Mannschaft auf dem 54. und letzten Platz der kontinentalen Rangliste geführt.

## Internationale Wettbewerbe

### Tansania bei Weltmeisterschaften
Die Mannschaft konnte sich bisher nicht für eine Weltmeisterschaft qualifizieren.

### Tansania bei Olympischen Spielen
Bisher gelang es der Mannschaft nicht, sich für die olympischen Wettbewerbe zu qualifizieren.

### Tansania bei Afrikameisterschaften
Die Mannschaft nahm im Jahr 2021 zum ersten Mal an der Afrikameisterschaft teil. Die Mannschaft wurde allerdings wegen finanzieller Probleme von dem Turnier ausgeschlossen und die Spiele für den jeweiligen Gegner gewertet.

### Tansania bei den Afrikaspielen
Tansanias Volleyballnationalmannschaft der Männer nahm bisher nicht an den Wettbewerben der Afrikaspiele teil.

### Tansania beim World Cup
Tansania kann bisher keine Teilnahme am World Cup – dem Qualifikationsturnier für die Olympischen Spiele – vorweisen.

### Tansania in der Weltliga
Die Weltliga fand bisher ohne tansanische Beteiligung statt.